# Made in Brooklyn (album de Masta Killa)
Pour les articles homonymes, voir Made in Brooklyn.
Albums de Masta Killa
No Said Date
(2004) Masta Killa Live
(2010)
Made in Brooklyn est le deuxième album studio de Masta Killa, membre du Wu-Tang Clan, sorti le 8 août 2006.
L'album s'est classé 5e au Top Heatseekers, 13e au Top Independent Albums, 42e au Top R&B/Hip-Hop Albums et 176e au Billboard 200.

## Liste des titres
| No  | Titre                                                                 | Contient un (des) sample(s) de                                                                  | Durée |
| --- | --------------------------------------------------------------------- | ----------------------------------------------------------------------------------------------- | ----- |
| 1.  | Then and Now (featuring Kareem Justice, Shamel Irief et Young Prince) |                                                                                                 | 3:32  |
| 2.  | E.N.Y House                                                           | You Go to My Head de Bryan Ferry                                                                | 2:36  |
| 3.  | Brooklyn King                                                         | Both Eyes Open de Lucille Brown et Billy Clark                                                  | 2:39  |
| 4.  | It's What It Is (featuring Raekwon et Ghostface Killah)               | Body Vibes des Ohio Players                                                                     | 3:23  |
| 5.  | Nehanda & Cream                                                       |                                                                                                 | 4:11  |
| 6.  | Iron God Chamber (featuring U-God, RZA et Method Man)                 |                                                                                                 | 3:50  |
| 7.  | Pass the Bone (Remix)                                                 |                                                                                                 | 4:04  |
| 8.  | Older Gods Part 2                                                     |                                                                                                 | 5:24  |
| 9.  | Let's Get Into Something (featuring Frenchie Sartell)                 |                                                                                                 | 4:00  |
| 10. | Street Corner (featuring Inspectah Deck et GZA)                       | Street Corners de Bronze Nazareth featuring Solomon Childs et Byata                             | 4:13  |
| 11. | Ringing Bells                                                         | Older Gods Part 2 de Masta Killa et Popa Wu featuring Quadeer U Allah, Allah B et Allah Sha Sha | 3:13  |
| 12. | East MC's (featuring Victorious, K.Born, Free Murder et Killa Sin)    | When Will I See You de Bruce Fisher Sound of the Slums d'Inspectah Deck featuring Masta Killa   | 5:00  |
| 13. | Lovely Lady (featuring Governor Tools)                                |                                                                                                 | 5:12  |